# Autolytus boreatus
Autolytus boreatus är en ringmaskart som beskrevs av Imajima 1966. Autolytus boreatus ingår i släktet Autolytus och familjen Syllidae. Inga underarter finns listade i Catalogue of Life.